# Plocia mixta
Plocia mixta là một loài bọ cánh cứng trong họ Cerambycidae.